# Jürgen Zöllner

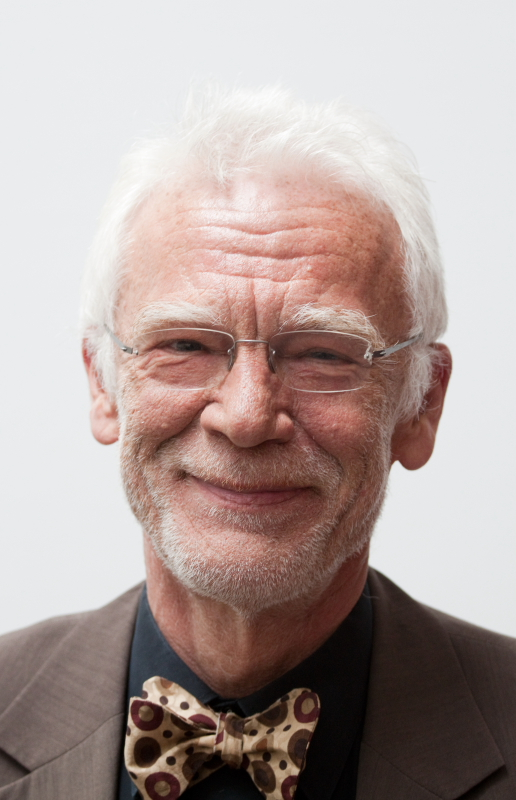
Jürgen Zöllner (2011)

Emil Jürgen Zöllner (* 11. Juli 1945 in Mährisch Neustadt) ist ein deutscher Mediziner und Politiker (SPD). Von 1991 bis 2006 war er Bildungs- und Wissenschaftsminister in Rheinland-Pfalz, von Mai bis November 2006 zusätzlich stellvertretender Ministerpräsident. In der Legislatur 2006 bis 2011 leitete er die Senatsverwaltung für Bildung, Jugend und Wissenschaft des Berliner Senats.
Mit mehr als 20 Jahren ununterbrochen im Ministeramt war er zwischenzeitlich dienstältester Minister Deutschlands. Inzwischen hat Till Backhaus diese Stellung inne.

## Ausbildung und Beruf
Nach dem Abitur im Jahr 1964 studierte Zöllner bis 1969 Medizin in Freiburg im Breisgau und Mainz, promovierte 1970 und habilitierte sich 1975. 1977 war Zöllner DFG-Stipendiat am Beatson Institute for Cancer Research in Glasgow.
Ab 1977 war Zöllner Professor für Physiologische Chemie an der Johannes Gutenberg-Universität Mainz. In den Jahren 1983 bis 1990 war er deren Vizepräsident und anschließend bis 1991 Präsident. Von 1991 bis 2011 war er Minister in Landesregierungen in Rheinland-Pfalz und Berlin. Seit 2012 arbeitet Zöllner als Vorstand der Stiftung Charité.

## Politik
Zöllner ist seit dem Jahr 1972 Mitglied der SPD. Am 21. Mai 1991 berief ihn der damalige rheinland-pfälzische Ministerpräsident Rudolf Scharping als Minister für Wissenschaft und Weiterbildung in sein Kabinett. In den Folgejahren wurde der Zuschnitt der Ministerien verändert. So übernahm Zöllner im Kabinett Beck I ab Oktober 1994 auch das Bildungsressort. Nach einem weiteren Neuzuschnitt der Ressorts war Zöllner im Kabinett Beck III ab Mai 2001 Minister für Wissenschaft, Weiterbildung, Forschung und Kultur in Rheinland-Pfalz. Am 18. Mai 2006 berief Ministerpräsident Kurt Beck ihn zum stellvertretenden Ministerpräsidenten von Rheinland-Pfalz.
Seit 24. November 2006 war Zöllner Senator für Bildung, Wissenschaft und Forschung in Berlin.
- Von 1996 bis 2006 Vorsitzender der Verwaltungskommission des Wissenschaftsrates
- 2005–2006 Bundesratsbeauftragter im EU-Bildungsministerrat[3]
- 2006–2011 Aufsichtsratsvorsitzender der Charité
- 2007 Präsident der Kultusministerkonferenz
- 2007 Vorsitzender der Bund-Länder-Kommission (BLK)
- 2008 Vorsitzender der Jugend- und Familienministerkonferenz
- 2008 Vizepräsident der Kultusministerkonferenz, Sprecher für den Bereich Hochschule
- 2008–2011 (im jährlichen Wechsel mit der Bundesministerin) Vorsitzender bzw. stellvertretender Vorsitzender der Gemeinsamen Wissenschaftskonferenz (GWK)[6]
- 2009–2011 Bundesratsbeauftragter im EU-Bildungsministerrat[3]

### Wirken als Minister in Rheinland-Pfalz (1991–2006)
Im Jahr 1997 wandelte Zöllner mit seinem Gesetzentwurf für die Uniklinik Mainz erstmals ein Uniklinikum in eine rechtsfähige Anstalt des öffentlichen Rechts um; ein Beispiel, dem bald andere Bundesländer folgten. Ebenfalls 1997 leitet er die empirische Wende in der Bildungspolitik ein: Als Minister und A-Länder-Koordinator in der KMK initiierte Zöllner mit seinem Antrag den sogenannten Konstanzer Beschluss (24. Oktober 1997) zur Durchführung länderübergreifender Vergleichsuntersuchungen zum Lern- und Leistungsstand von Schülern. Damit leitete er eine Trendwende ein: Seither beteiligt sich Deutschland regelmäßig auch an den internationalen Vergleichsstudien wie PISA, TIMSS und IGLU.
1999 reformierte Zöllner die Mainzer Studienstufe: Er verkürzte die Schulzeit um (nur) ein halbes Jahr unter Beibehaltung der alten Stundentafel. Damit wurden die Schwierigkeiten anderer Bundesländer (dort Verkürzung auf zwölf Jahre/G 8) vermieden, und durch den Gewinn des halben Jahres können die Schüler trotzdem ihr Studium bereits zum Sommersemester beginnen. Dies hat Rheinland-Pfalz als einziges Bundesland beibehalten und verkürzt nur bei gleichzeitigem Ganztagsbetrieb.
Im Jahr 2001 beschloss Rheinland-Pfalz unter Zöllners Verantwortung als Bildungsminister als erstes Bundesland, sein Schulsystem schrittweise flächendeckend in Ganztagsschulen umzubauen. Im Jahr 2003 legte der Bund dann ein 4 Mrd. schweres Ganztagsschulprogramm auf.
2004 setzte Zöllner sein Alternativkonzept zur Exzellenzinitiative des Bundes durch und prägte damit die Exzellenzförderung in Deutschland wesentlich. Der ursprüngliche Vorschlag der Bundesregierung sah vor, in der Exzellenzinitiative nur eine kleine Anzahl von Universitäten zu fördern. Zöllner schlug alternativ ein Konzept mit mehreren Förderlinien vor, das schließlich umgesetzt wurde.
Im Jahr 2006 wurde, maßgeblich angeregt durch Jürgen Zöllner, die so genannte Orchesterstrukturreform in Rheinland-Pfalz durchgeführt. Die drei Staatsorchester in Mainz, Ludwigshafen und Koblenz verloren jeweils zehn Planstellen und wurden zur so genannten inneren Kooperation verpflichtet. Um betriebsbedingte Kündigungen zu verhindern, werden seit diesem Zeitpunkt Aushilfstätigkeiten zwischen den Orchestern nicht mehr als private Tätigkeit extra entlohnt, sondern die Musiker sind im Rahmen ihrer Dienstverträge zur Übernahme von Proben- und Konzertdiensten an allen drei Standorten verpflichtet. Nach drei Jahren zog Jürgen Zöllner für das Ministerium für Bildung, Wissenschaft und Kunst eine positive Bilanz.

### Wirken als Senator in Berlin (2006–2011)

#### Politikfeld Wissenschaft

Studienanfängerzahlen an Berliner Hochschulen seit 2006

Ein Schwerpunkt seiner Breitenförderung war die Schaffung von zusätzlichen Studienplätzen: Das Land Berlin nahm im Jahr 2011 mehr als 30.000 Studienanfänger (Erstsemester) in seine Hochschulen auf und verzeichnet damit eine erhebliche Steigerungsrate in Zöllners Amtszeit (2006: 20.200 Erstsemester; 2009: 26.300 Erstsemester; 2010: 28.400 Erstsemester; 2011: 30.300 Erstsemester)
Bei Bekanntwerden der Pläne zur Abschaffung der Wehrpflicht wies Zöllner als erster Politiker auf die Notwendigkeit hin, mehr Studienplätze zu schaffen. Zöllner setzt sich mit seiner Forderung gegen Widerstände auf Bundesebene durch: Für Berlins Hochschulen bedeutet das schließlich 70 Millionen aus dem Hochschulpakt des Bundes und der Länder und damit 1.500 zusätzliche Berliner Studienplätze rechtzeitig im Herbst 2011.

Entwicklung der Hochschulfinanzierung in Berlin

Um den Berliner Hochschulen Leistungsanreize zu geben und die Finanzierung der politisch gewünschten zusätzlichen Studienplätze zu erleichtern, vollzog Zöllner in den 2009 verhandelten Hochschulverträgen einen Paradigmenwechsel in der Hochschulfinanzierung: Neben einem festen Sockelbetrag (ca. ein Drittel) werden die Hochschulen leistungsabhängig nach erbrachten fächerspezifischen Lehrleistungen (ca. ein Drittel) und Forschungsleistungen (ca. ein Drittel) finanziert. Leistungsabhängige Steigerungen der Zuweisung an die Hochschulen von bis zu 17 % in vier Jahren sind damit möglich. Zöllners Engagement für die Interessen der Studierenden manifestierte sich auch während seiner KMK-Präsidentschaft, als er eine Exzellenzinitiative für Hochschullehre anregte, die zu dem entsprechenden KMK-Beschluss und dem gemeinsam mit dem Stifterverband für die deutsche Wissenschaft durchgeführten „Wettbewerb exzellente Lehre“ führte.
Schwerpunkte der Spitzenförderung in Zöllners Berliner Amtszeit waren die Exzellenzinitiative und die Gründung der Einstein Stiftung Berlin, ebenfalls zur Exzellenzförderung der Berliner Wissenschaftslandschaft.
Im Bewilligungsausschuss in der 2. Runde der Exzellenzinitiative hatten die Politiker am Abend 19. Oktober 2007 festgestellt, dass die Mittel für weitere Eliteunis nicht mehr hinreichten. Zöllner setzte sich in einer Nachtsitzung für die FU Berlin ein; sein Verhandlungsgeschick führte zum Erfolg für Berlin: Die „Wackelkandidaten“ FU Berlin, Uni Freiburg und Uni Göttingen erlangten doch noch Exzellenzstatus.

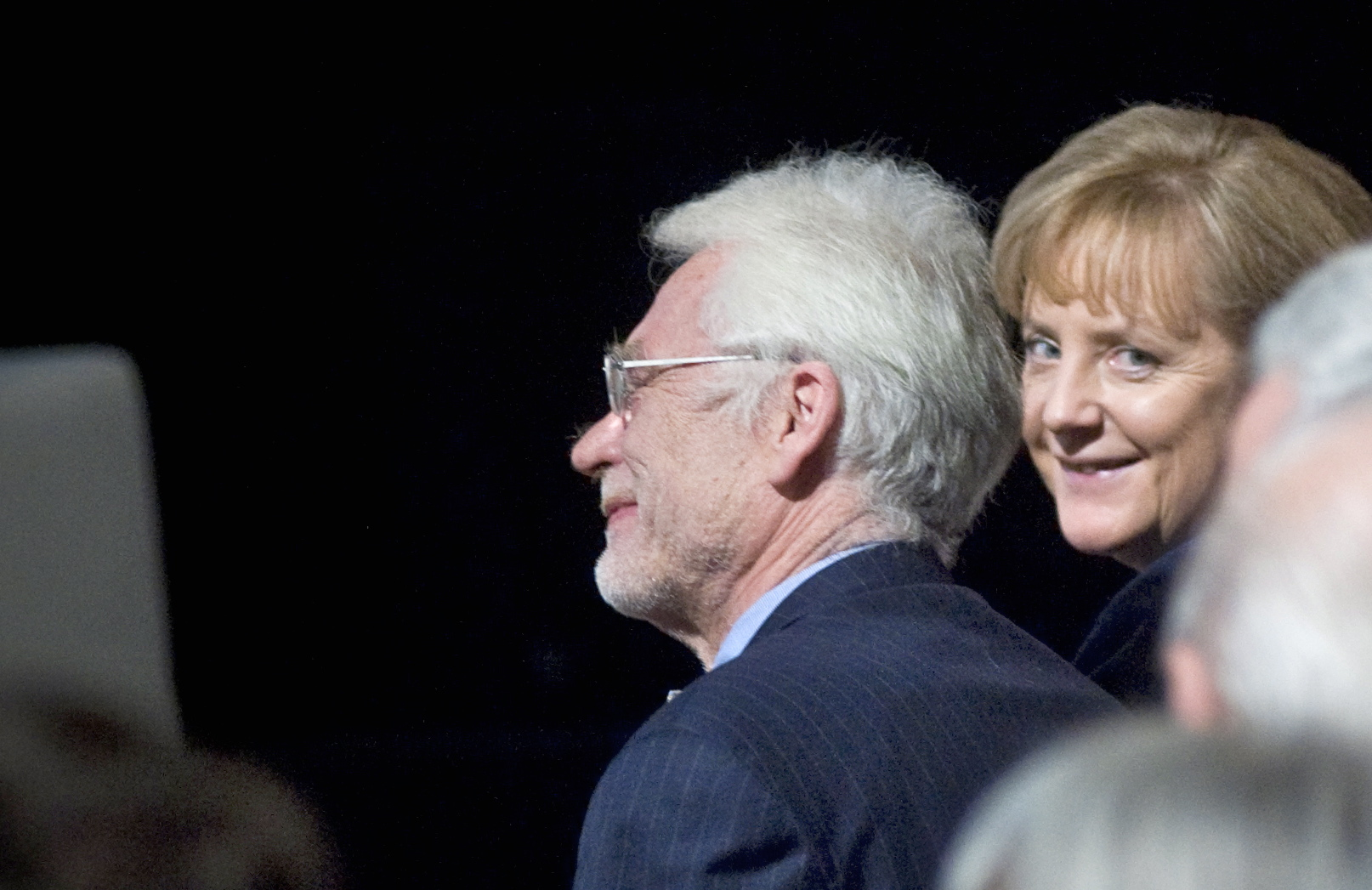
Bundeskanzlerin Merkel und Senator Zöllner (2009)

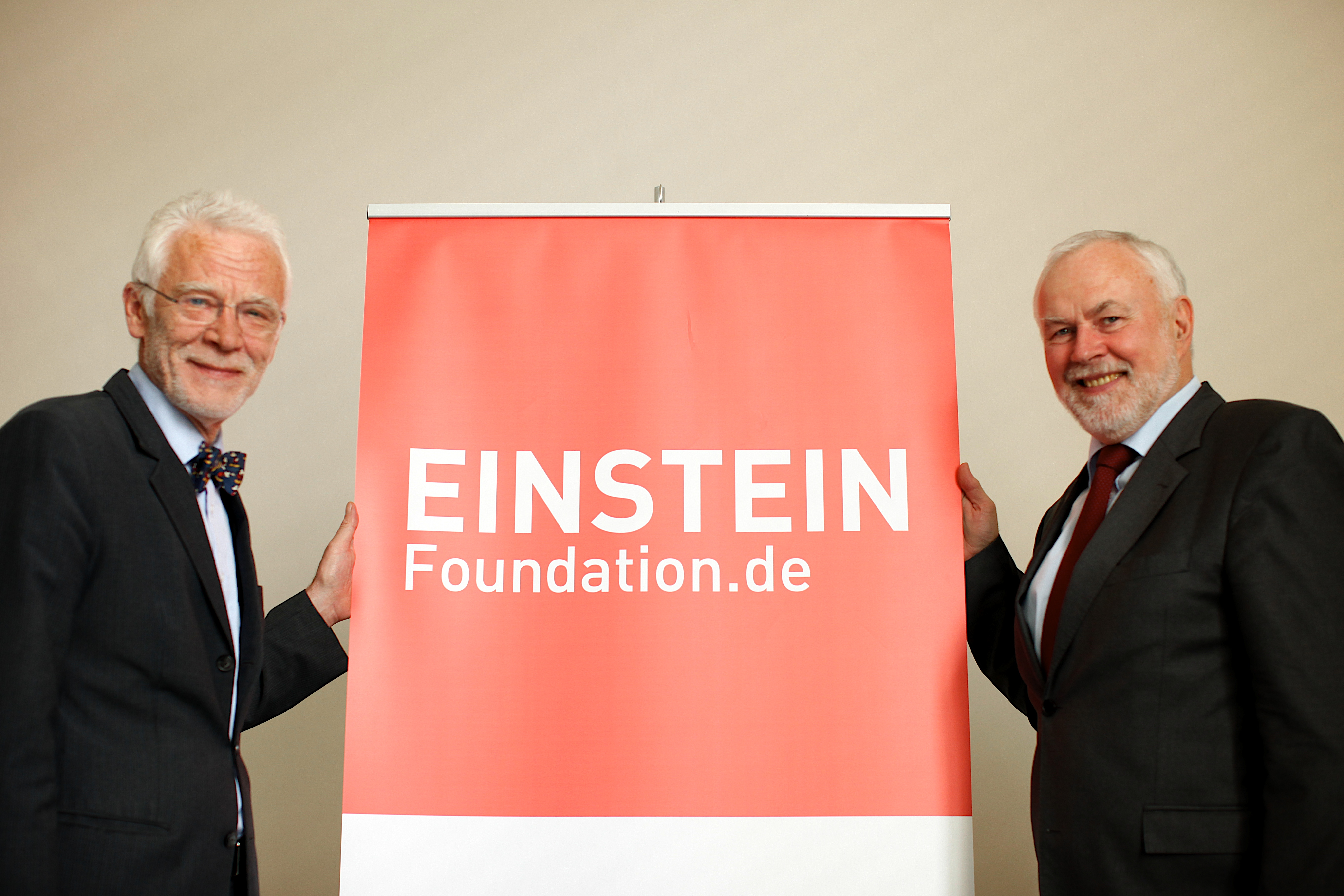
Zöllner übergibt den Vorsitz der Einstein-Stiftung Berlin an Martin Grötschel

Inzwischen anerkannt und nicht nur von den Hochschulen überaus geschätzt, war die Errichtung der Einstein-Stiftung Berlin, oft als Zöllners Lieblingsprojekt bezeichnet, lange heftig umstritten. Die Einstein Stiftung soll die Berliner Spitzenforschung rein wissenschaftsgeleitet fördern, die Versäulung in universitäre und außeruniversitäre Forschung im Sinne erfolgreicherer Spitzenforschung gezielt abbauen und die internationale Sichtbarkeit des Wissenschaftsstandorts Berlin erhöhen, um Berlin weiter zum internationalen Spitzenstandort auszubauen. In den Stiftungsetat fließen jährlich bis zu 40 Millionen Euro öffentlicher Gelder aus Senatsmitteln. Zöllner selbst bezeichnete den Start der Stiftung als „holprig“. Kritik kam u. a. vom damaligen FU-Präsidenten Dieter Lenzen, der für seine FU Berlin die Exzellenzförderung bereits vom Bund erhielt, sowie vom amtierenden Finanzsenator Ulrich Nußbaum, der Forschungsförderungsentscheidungen weniger wissenschaftsgeleitet als in behördlicher Befugnis sah. Kritik erntete Zöllner auch, weil seine Lebensgefährtin und frühere Büroleiterin, Anne Rühle, die seit 2003 bereits Pressesprecherin und Büroleiterin seines Vorgängers Klaus Böger gewesen war, im Sommer 2010 die Geschäftsstellenleitung der „Einstein Stiftung Berlin“ befristet bis Ende 2011 übernehmen sollte, nachdem sie diese zuvor schon seit September 2009 kommissarisch innegehabt hatte. Trotz öffentlicher Ausschreibung der Stelle und transparenten Auswahlverfahrens, aus dem Rühle als Beste hervorging, nahm Zöllner unter öffentlichem Druck von der Berufung Rühles Abstand. Am 2. August 2011 übergab Jürgen Zöllner den Vorstandsvorsitz an Martin Grötschel. Im Ruhestand engagiert sich Zöllner ehrenamtlich weiter für die Spitzenforschungsförderung; Mitte 2012 berief der neunköpfige Stiftungsrat der Einstein-Stiftung Zöllner zum Vorstandsmitglied.
Als Berliner Forschungssenator und Aufsichtsratsvorsitzender der Charité lehnte Zöllner sowohl die Schließung (Vorschlag des Finanzsenators Nussbaum) als auch die Privatisierung (Vorschlag des damaligen FU-Präsidenten Lenzen) des Benjamin-Franklin-Klinikums in Berlin-Steglitz mit dem Hinweis auf die Wettbewerbsvorteile der Charité ab, wenn sie größtes Uniklinikum Europas bleibt. Nach monatelanger senatsinterner und öffentlicher Diskussion beschloss der Berliner Senat Zöllners Vorlage, die drei Standorte mit Krankenhausbetten in Mitte, Wedding und Steglitz zu erhalten.

#### Politikfeld Schule

Haushaltausgaben für Schule in Berlin

„PISA-Papst“ Jürgen Baumert bezeichnete Zöllners Schulstrukturreform in Berlin als „Schritt zu einem modernen und sicheren Schulsystem, den kein Bundesland sonst in dieser Konsequenz getan hat“.
2008 angedacht und 2010 eingeführt gelang Zöllner eine der bedeutendsten Schulreformen ohne vorherige Absicherung durch den Koalitionsvertrag. Seit der Reform gibt es nur noch zwei Schulformen in Berlin – Sekundarschulen und Gymnasien; beide vergeben alle Abschlüsse bis zum Abitur (in unterschiedlichen Tempi: Sekundarschule nach 13, Gymnasium nach 12 Jahren). Eine jahrzehntelange, oft ideologisch geführte Schulstrukturdebatte fand mit der Einführung der Zweigliedrigkeit von Sekundarschule und Gymnasium zumindest für das Land Berlin ein Ende. Zöllner akquirierte für seine Reform eine breite Unterstützungsfront durch die unterschiedlichen Lager (von der GEW über Eltern- und Lehrerverbände bis zur IHK, HWK und dem Unternehmerverband).
Gegen Ende seiner Amtszeit konzentrierte sich Zöllner auf die Qualitätsentwicklung in Kita und Schule Erarbeitet wurde sein Qualitätspaket begleitend zur Schulstrukturreform von internen und externen Experten und in breiter öffentlicher Beteiligung. Das Berliner Qualitätspaket für Kita und Schule zielt auf eine Balance konsequenten „Förderns und Forderns“ in den Bereichen: Sprachförderung, Transparenz, Anerkennungskultur, Vorgaben zur Qualitätsentwicklung, Verbesserung der Qualitätsmanagements, Unterstützung und Hilfen für Lehrkräfte und Schulen.

#### Kontroversen seiner Politik
Als Bildungssenator stand Zöllner oft in der öffentlichen Kritik verschiedener Interessengruppen. Gefordert wurden vor allem immer wieder mehr Geld für Schulen, die Verbeamtung der Lehrkräfte, die Absenkung des Stundendeputats für Lehrkräfte, die Einführung eines Stundendeputatsrabatts für ältere Lehrkräfte, weniger Reformen und bisweilen auch mehr Reformen. Selbst eine Entscheidung seiner Verwaltung, einen seit Jahren höchst umstrittenen Schulrat zu versetzen, erlangte öffentliche Aufmerksamkeit und Kritik an Zöllner, weil der Schulrat zuvor seinerseits (letztlich vergeblich) die Versetzung der Grundschullehrerin Ursula Sarrazin, Gattin des ehemaligen Berliner Finanzsenators Thilo Sarrazin, betrieben haben soll.
Zöllner gelang es in seiner Amtszeit nicht, die 2003 abgeschaffte Verbeamtung der Berliner Lehrkräfte wieder einzuführen. Um die Konkurrenzfähigkeit Berlins am Lehrkräftemarkt dennoch zu verbessern, setzte er 2009 eine erhebliche Erhöhung der Vergütung der angestellten Berliner Lehrkräfte durch und verringerte so die Lücke zu den Nettogehältern der verbeamteten Lehrkräfte. Allein 2010 investierte Berlin damit 24 Millionen Euro mehr in Lehrergehälter, was der Landesrechnungshof in seinem Bericht vom Juni 2012 kritisierte. Zöllner war 2006 „als man ihn nach Berlin holte, unstreitig der deutsche Bildungspolitiker mit der größten Erfahrung und dem höchsten Ansehen“. In seiner Berliner Amtszeit fehlte ihm allerdings bisweilen die Unterstützung in Partei und Regierung, so dass er viele seiner Ideen als Einzelkämpfer durchsetzen musste bzw. wie bei der Schulreform Unterstützung in anderen Gesellschaftsgruppen fand.
Viele Kritikpunkte um die Politik von Herrn Zöllner lassen sich wie folgt zusammenfassen:
- schlechte finanzielle und personelle Ausstattung an Berliner Schulen
- andauernder Lehrermangel und zu viele Fehlstunden
- sanierungsbedürftige Schulgebäude
- verunsicherte Schüler, Eltern und Lehrer
- schlechte Leistungen der Schüler im Vergleichstest (Bundesweit nur Platz 15) bei größerer „Durchlässigkeit“ der Schulabschlüsse („Inflation der Bildung“)

## Wirken nach dem Ausstieg aus der Politik
In einem ZEIT-Interview anlässlich seines 20-jährigen Ministerjubiläums am 21. Mai 2011 erklärte Zöllner, nach der Wahl in Berlin am 18. September 2011 unabhängig von deren Ausgang als Senator nicht mehr zur Verfügung zu stehen: „Ein Politiker sollte selbst bestimmen, wann er aufhört. Jeder wird verstehen, dass ich nach der langen Zeit etwas anderes machen möchte.“ Seit Eintritt in den Ruhestand engagiert sich Zöllner ehrenamtlich auf verschiedenen Ebenen für die Zukunft Berlins, vor allem in den Bereichen Wissenschaft und Stadtentwicklung, z. B. in der Stiftung Zukunft Berlin und in der Bosch-Stiftung, wo er 2012 für einen nationalen Bildungsrat ähnlich dem Wissenschaftsrat plädierte.
Seit 2012 arbeitet Zöllner als Vorstand der Stiftung Charité. Für die noch in seiner Amtszeit als Berliner Wissenschaftsminister von ihm initiierte Fusion der Berliner Charité mit dem Max-Delbrück-Centrum (MDC), die schließlich am 6. November 2012 als „Berliner Institut für Gesundheitsforschung“ (BIG) von der Bundesministerin für Wissenschaft, Annette Schavan, und dem Regierenden Bürgermeister von Berlin, Klaus Wowereit, verkündet wurde, konnte Zöllner die Stifterin der Stiftung Charité, Johanna Quandt, für eine Unterstützung in Höhe von 40 Millionen Euro als private Spende gewinnen.
Im Wahlkampf um den Posten des Stuttgarter Oberbürgermeisters hat Jürgen Zöllner bei seinem Besuch in Stuttgart am 16. Oktober 2012, nachdem die SPD-Kandidatin Bettina Wilhelm am 8. Oktober 2012 verkündet hatte, im zweiten Wahlgang nicht mehr anzutreten, für den Kandidaten der CDU, Sebastian Turner, geworben.
Im September 2014 sprach sich Zöllner für die Einführung einer Wahlpflicht für Europa-, Bundestags, Landtags- und Kommunalwahlen verbunden mit der Möglichkeit, auf jedem Wahlzettel „Enthaltung“ ankreuzen zu können, aus. Entsprechend dem Prozentsatz an Enthaltungen sollten dann Sitze im jeweiligen Gremium freibleiben, die die nicht sichtbare „Fraktion“ der mit dem politischen Angebot Unzufriedenen repräsentieren.
Seit 2021 gehört Zöllner der Jury für den mit 500.000 Euro dotierten Wissenschaftspreis Einstein Foundation Award der Berliner Einstein-Stiftung an.

## Auszeichnungen
- 1994: Dr. h. c. der Universität von Burgund[3]
- 2003: Officier de l’Ordre national du Mérite[3]
- 2006: Leibniz-Medaille der Akademie der Wissenschaften und der Literatur Mainz[3]
- 2009: Dr. h. c. Uni Mainz (Ehrenpromotion Forschung und Lehre der Universitätsmedizin Mainz)[65]
- 2012: Bundesverdienstkreuz 1. Klasse
- 2020: Leibniz-Medaille der Berlin-Brandenburgischen Akademie der Wissenschaften

## Privates
Zöllners Vater war Arzt; Zöllner wuchs in Bad Schwalbach (Taunus) auf. Er ist passionierter Fahrradfahrer, Pfeifenraucher und Fliegen-Träger. Zöllner ist zum zweiten Mal verheiratet und wohnt mit seiner Frau, einer Berlinerin, in Berlin-Mitte. Zöllner hat zwei Kinder, drei Enkelkinder und drei Stiefkinder.